# Macromitrium comatum
Macromitrium comatum är en bladmossart som beskrevs av Mitten 1891. Macromitrium comatum ingår i släktet Macromitrium och familjen Orthotrichaceae. Inga underarter finns listade i Catalogue of Life.